# Клингер, Хайка
Хайка Клингер (пол. Chajka Klinger, 1917 или 25 сентября 1917, Бендзин — 19 апреля 1958, Ха-Оген, Центральный округ) — активистка сопротивления во время Второй мировой войны, одна из ведущих деятелей Еврейской боевой организации в Бендзинском гетто, автор дневников, описывающих историю еврейского подполья и нацистских депортаций.

## Биография

### В Польше
Хайка Клингер родилась 25 сентября 1917 года в Бендзине, в бедной хасидской семье. Она училась в двуязычной неполной средней школе и свободно говорила на польском, иврите и немецком языках. Присоединившись к Ха-шомер ха-цаир в 1930-х годах, она быстро стала занимать руководящие должности в структурах организации. В 1938 году участвовала в курсах в Калише по подготовке к жизни после эмиграции.
После неудачной попытки бежать из Польши после начала Второй мировой войны Клингер вернулась в Бендзин, где возобновила молодёжное движение, в начале 1940 года возглавив местное отделение Ха-шомер ха-цаир, а также вносила свой вклад на уровне Заглембского региона. Два года спустя она стала соучредителем бендзинского отделения Еврейской боевой организации, продвигая идею самообороны. Вдохновением для самоорганизации послужил более ранний визит Мордехая Анелевича, которого принимала Клингер; Мордехай лично знал других важных фигур в варшавских структурах Ха-шомер ха-цаир. Клингер была одним из лидеров местной самообороны. В 1943 году она вышла замуж за Давида Козловского, но он вскоре погиб.
Она была избрана товарищами, и должна была попытаться выжить любой ценой, а затем рассказать судьбу жителей гетто. Схваченная 1 августа 1943 года, она подверглась жестоким пыткам со стороны гестапо, следы которых она несла на себе всю оставшуюся жизнь. Чтобы избежать депортации в Освенцим, она сбежала из транзитного лагеря и спряталась с Петром и Каролиной Кобылцем и семьёй Банасик. В этот период она записывала свои переживания в дневник. Через четыре месяца с семьей Кобылцев Клингер пересекла словацкую границу, а затем на встрече словацких структур Ха-Шомер Ха-Цаир дала показания о Холокосте и рассказала о восстании в Варшавском гетто. Позже она дала те же показания в подпольных кругах Венгрии, поощряя вооружённое сопротивление.

### В Палестине и Израиле
В марте 1944 года Клингер добралась до Палестины. В её путешествии было задействовано множество конспиративных средств в связи с тем, что она была первым выжившим человеком из польского руководства Ха-шомер Ха-цаир и у неё были дневники, содержащие подробности положения подполья в Польше. На месте она дала обширные репортажи о еврейской самообороне и депортациях, которые шокировали общественность. Она поселилась в кибуце Ха-Оген, где работала на различных работах. Поначалу она также занималась редактированием своих дневников, но со временем забросила это занятие. Версия, над которой она работала в 1944 году, содержит хронологическую историю Ха-шомер Ха-цаир и Еврейской боевой организации, а также более широкий контекст событий, чем в наспех написанном первом дневнике. В частности, её описание деятельности Еврейской боевой организации было уникальным по сравнению с другими свидетельствами войны. Фрагменты её текстов появлялись в многочисленных журналах и сборниках, хотя Клингер не делала существенного вмешательства в текст, допущенный редакцией.
Во время своего пути в Палестину в Словакии она познакомилась с Яаковом Розенбергом, также членом Ха-шомер Ха-цаир. До Палестины они добрались вместе и стали жить в вместе в Ха-Оген. В 1949 году у них родился сын Авиху. Однако во время беременности у неё проявились признаки посттравматического стрессового расстройства, её психическое состояние ухудшилось и она вынуждена была неоднократно лечиться.
18 апреля 1958 года Хайка Клингер покончила жизнь самоубийством, повесившись на дереве.
Все дневники Клингер были впервые опубликованы в Израиле через год после её смерти, но они были значительно цензурированыа. В 2011 году на иврите было опубликовано исследование, в котором были использованы все заметки Клингер; польский перевод заметок был опубликован под названием «Приговорена к жизни. Дневники и жизнь Хайки Клингер».